# Антоній Вацлав Бетанський
Анто́ній Ва́цлав Бета́нський (пол. Antoni Wacław Betański; 13 червня 1715, Прага — 22 січня 1786, Березів) — римо-католицький єпископ, коад'ютор Перемишльський (1781—1783), єпископ Перемишльської дієцезії РКЦ (1783—1786), ректор Львівського університету в 1784—1785 роках.

## Життєпис
Чех за походженням. Від 1758 року був секретарем Яна Клеменса Браницького.
Завдяки протекції Браницького став парохом в Тичині (1770—1783), де осів на постійно в 1772 році. Того року завдяки його старанням постали при парафіяльному храмі три братства: Пресв. Тройці, Успіння Пресвятої Богородиці і Св. Катерини. Фундатор церкви Святої Аґнєшки в Гоньондзу. У Тичині мав власний дворик, опікувався місцевою школою. Був особою дуже енергійною і добрим організатором, тому прекрасно давав собі раду в керівництві усіма справами містечка.
2 квітня 1781 року потверджений єпископом-коад'ютором Перемишльської дієцезії і призначений титулярним єпископом Троади. Після смерті єпископа-ординарія Юзефа Тадеуша Керського (16 січня 1783), став його наступником.
У 1784—1785 роках був першим ректором Львівського університету, який постав на місці Львівської Єзуїтської Академії.
Похований, правдоподібно, в Тичині, в шпитальному храмі Святого Хреста.